# FC Heirnis
FC Heirnis was een Belgische voetbalclub uit Gent. De club sloot in 1970 aan bij de KBVB met stamnummer 7504.
In 1987 fuseerde de club met RRC Gent tot RRC Heirnis-Gent.

## Geschiedenis
De club werd in 1969 opgericht en sloot in 1970 aan bij de KBVB.
De naam van de club verwijst naar de gelijknamige Gentse wijk Heirnis. FC Heirnis speelde in zijn geschiedenis op verschillende locaties.
Vanaf midden jaren zeventig begon de club te groeien en in 1981 werd men kampioen in Tweede Provinciale. FC Heirnis kon rekenen op de steun van de Gentse ondernemer Henri Vanderdussen, de stichter van Cado Discounts.
De club zou op het hoogste provinciale niveau blijven acteren tot de fusie met RRC Gent in 1987. Het hoogtepunt was het laatste seizoen toen men derde werd in Eerste Provinciale. RRC Gent, dat in financiële moeilijkheden verkeerde, was datzelfde seizoen opnieuw naar Eerste Provinciale gezakt en men besloot tot een fusie over te gaan. Henri Vanderdussen werd voorzitter van de fusieclub.
Het stamnummer van FC Heirnis ging verloren.